# Lennart Klingström
Lennart Klas Valdemar Klingström (Österåker, 18 de abril de 1916-Danderyd, 5 de julio de 1994) fue un deportista sueco que compitió en piragüismo en la modalidad de aguas tranquilas.
Participó en los Juegos Olímpicos de Londres 1948, obteniendo una medalla de oro en la prueba de K2 1000 m. Ganó cuatro medallas en el Campeonato Mundial de Piragüismo en los años 1948 y 1950.

## Palmarés internacional
| Juegos Olímpicos   | Juegos Olímpicos       | Juegos Olímpicos | Juegos Olímpicos |
| Año                | Lugar                  | Medalla          | Evento           |
| ------------------ | ---------------------- | ---------------- | ---------------- |
| 1948               | Londres (Reino Unido)  | Medalla de oro   | K2 1000 m        |
| Campeonato Mundial |                        |                  |                  |
| Año                | Lugar                  | Medalla          | Evento           |
| 1948               | Londres (Reino Unido)  | Medalla de oro   | K1 4 × 500 m     |
| 1948               | Londres (Reino Unido)  | Medalla de oro   | K4 1000 m        |
| 1950               | Copenhague (Dinamarca) | Medalla de plata | K1 500 m         |
| 1950               | Copenhague (Dinamarca) | Medalla de oro   | K1 4 × 500 m     |